# Obelfing
Obelfing ist Gemeindeteil der Gemeinde Anzing im oberbayerischen Landkreis Ebersberg. Er ist der größte Gemeindeteil der Gemeinde nach dem eigentlichen Dorf Anzing. Früher wurde der Ort auch Hoizheisl genannt.
Das Dorf Obelfing liegt etwa einen halben Kilometer südöstlich von Anzing. Die Siedlungen grenzen aneinander. Südlich von Obelfing  beginnt der Anzinger Forst, Teil des Ebersberger Forsts.

## Geschichte
Von den Römern stammt eine Statuette des Bacchus, die man in Obelfing fand.
Der Name des Dorfes leitet sich wahrscheinlich von der Familie Oberolf ab, die um 1060 beim Kloster Ebersberg lebte. Im Jahre 1270 wird ein Forstbeamter (forestarius) von Overolvingen erwähnt und 1434 finden sich die Namen Obelfingen und Abolfingen genannt. Laut einer Quelle aus dem Jahr 1813 gab es eine Unterteilung in Ober- (an der heutigen Parkstraße) und Unterobelfing (bei der Egelhartinger Straße).